# Point kilométrique
Pour les articles homonymes, voir PK.
 (11 avril 2016).

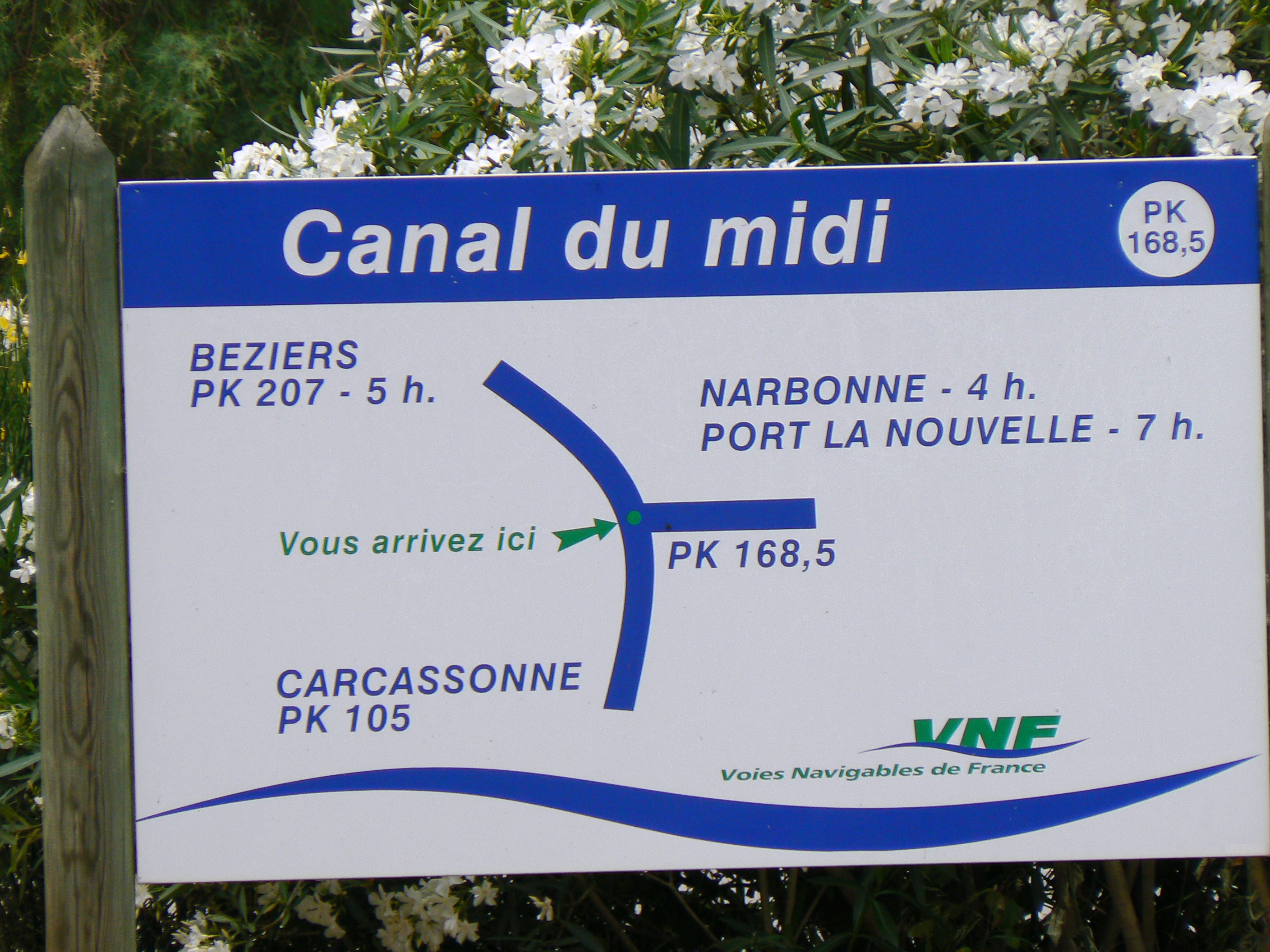
Ce panneau de type « Vous êtes ici » placé sur le canal du Midi indique le PK 168,5, ce qui signifie qu'il est situé à 168,5 kilomètres en suivant le canal depuis le point zéro.

Un point kilométrique, abrégé par le sigle PK, est une marque ou repère utilisé pour localiser un point le long d'une voie de transport (ferrée, routière, navigable) qui est calculée en mesurant en kilomètres la portion de voie comprise entre le point localisé et un point zéro propre à chaque voie, servant d'origine du repère.
Les PK d'une voie sont souvent matérialisés à intervalles réguliers, ainsi qu'au niveau de certains lieux particuliers comme les ouvrages d'art, par des bornes ou des panneaux placés sur le bord de la voie.
Par exemple lors d'un incident (panne, accident, incendie, etc.), le PK peut servir aux autorités compétentes (agents d'exploitation, police, gendarmerie, pompiers, services de secours) pour localiser le sinistre, et ainsi intervenir.

## Voie ferrée

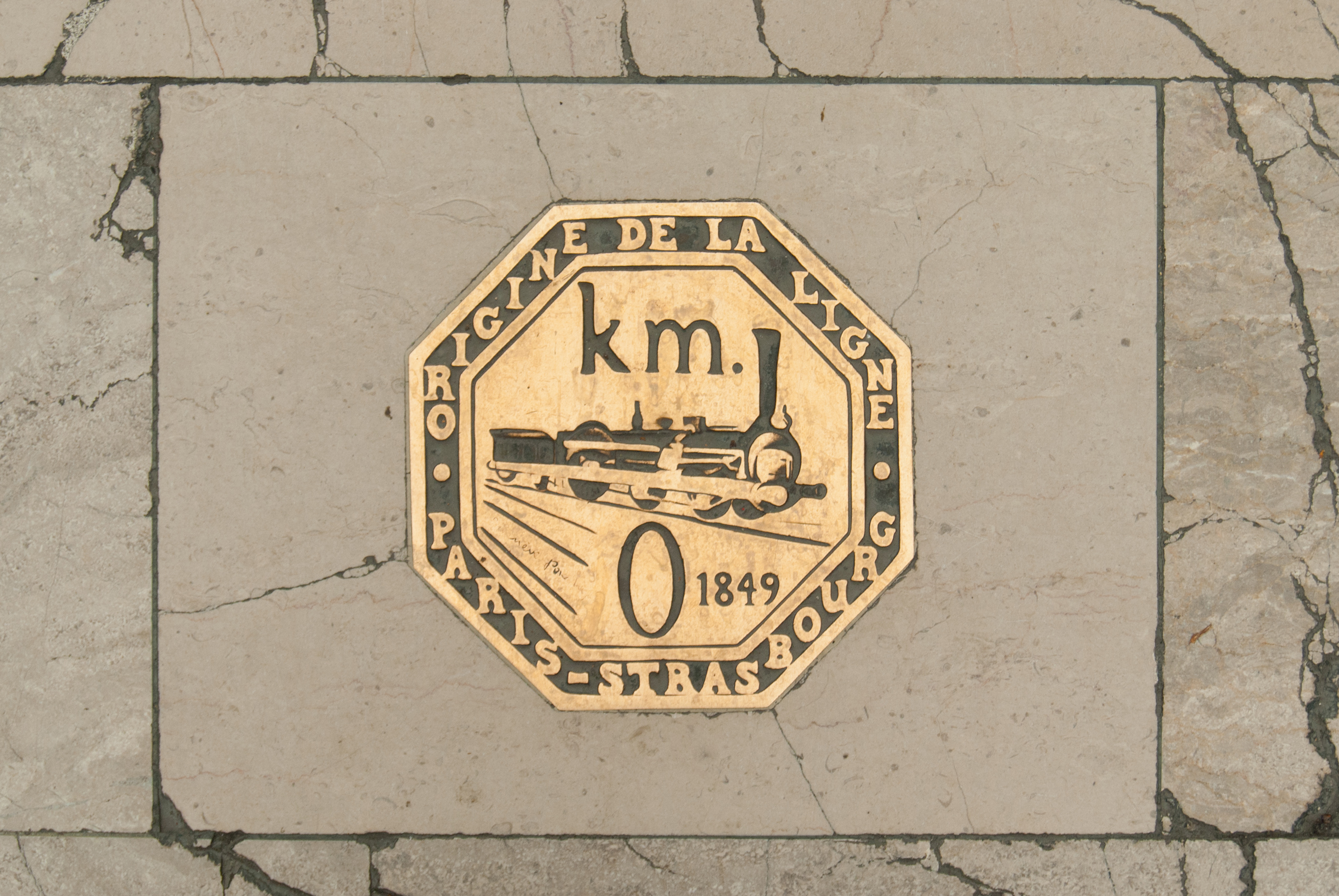
Marque du point kilométrique zéro implantée au milieu du hall « Alsace » (hall ouest) de la gare de Paris-Est.

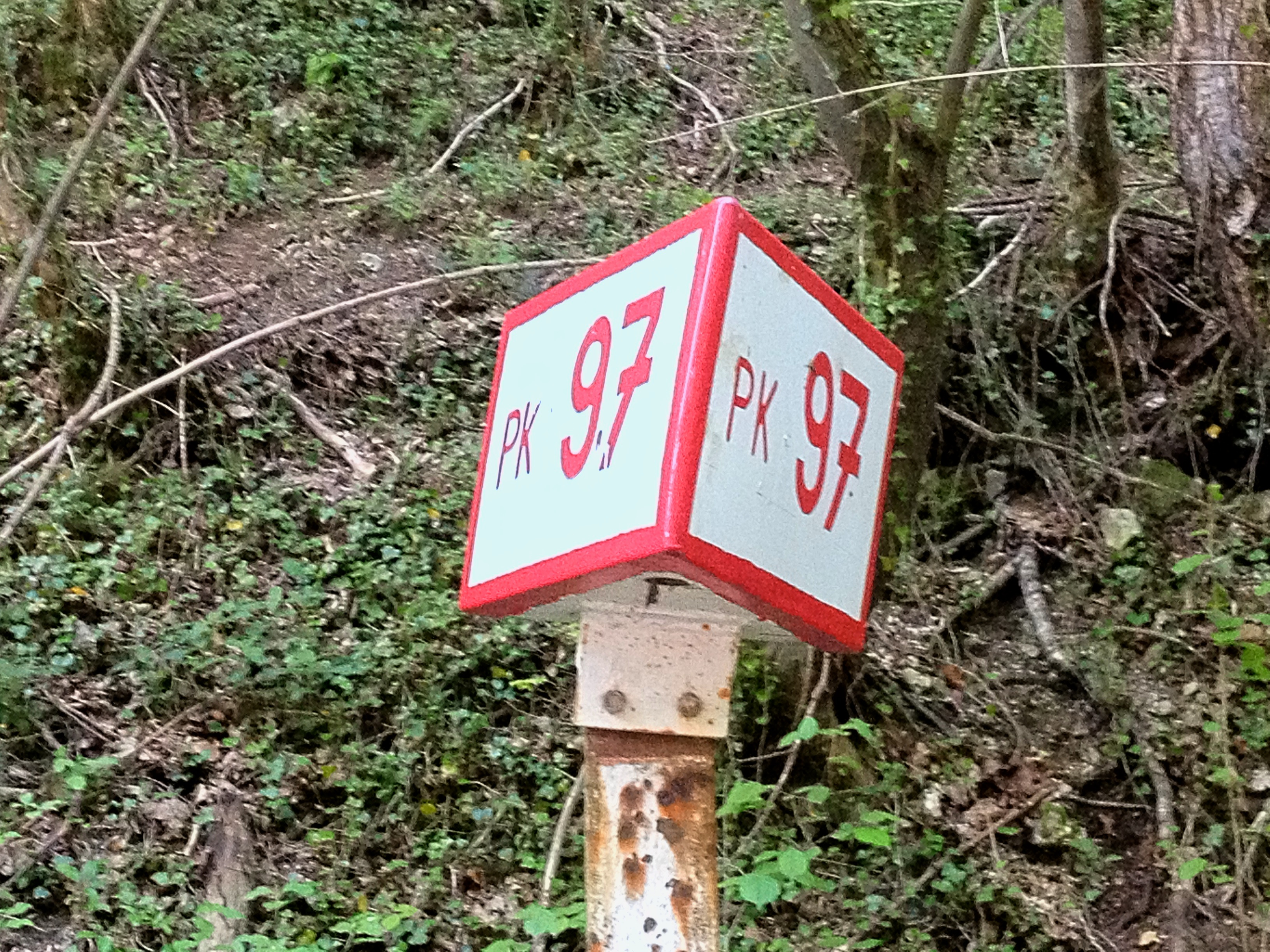
Point kilométrique (PK) sur une voie SNCF (modèle ancien).

Le point kilométrique (PK) est utilisé pour repérer rapidement et précisément un lieu ou une installation sur une voie ferrée.
L'origine du kilométrage (PK 0,000), appelé aussi origine du chaînage, correspond souvent à une gare terminus ou de bifurcation, à la bifurcation elle-même ou plus rarement à un point quelconque situé sur la ligne.
Quelques exemples :
- Gare de Paris-Nord : origine du chaînage de la ligne de Paris-Nord à Lille au PK 0,000.
- Ligne de Villeneuve-Saint-Georges à la bifurcation de Moisenay (LGV) : origine (PK 0,000) au PK 9,352 de la ligne de Paris-Lyon à Marseille-Saint-Charles.

Les points kilométriques sont matérialisés sur le terrain par des panonceaux kilométriques et hectométriques latéraux qui permettent au personnel et aux conducteurs de se repérer facilement le long de la ligne. Ces panonceaux sont implantés à gauche de la plateforme quand on parcourt la ligne dans le sens des PK croissant (sens impair). Les supports de caténaires indiquent le point kilométrique minoré au nombre entier inférieur et suivi d'un numéro d'ordre (exemple : 127 - 25 qui signifie 25e support à partir du PK 127,000). Les supports des lignes à grande vitesse (LGV) indiquent le point kilométrique avec 3 décimales.
Traditionnellement, les points kilométriques associés aux gares (que l'on retrouve sur les schémas et les plans) correspondent à l'axe du bâtiment voyageur. Pour les gares en impasse il s'agit le plus souvent du heurtoir de l'une des voies principales. Les PK des tunnels correspondent au portail d'entrée de l'ouvrage quand on parcourt la ligne dans le sens des kilomètres croissants. Ceux des ponts et viaducs indiquent généralement le milieu de l'ouvrage bien que la tendance actuelle soit d'indiquer le début et la fin de ce dernier.
Il existe parfois des anomalies dans le chaînage d'une ligne. Ceci est dû à des modifications de tracé réalisées au fil des ans. Si l'écart est faible, le problème est traité par la notion de km court ou de km long. Exemple : sur la ligne d'Aix-les-Bains-Le Revard à Annemasse, entre les PK 7,500 et 7,600 il y a en réalité 117 m (hectomètre long, dû à la déviation créée en 1973 pour abandonner le tunnel du Sauvage). Si l'écart est important, une rupture de kilométrage est implantée. Exemple : fin de la déviation de Bédarieux : PK 475,012/476,717 (le nouveau tracé est plus court de 1 705 m).

## Voie routière

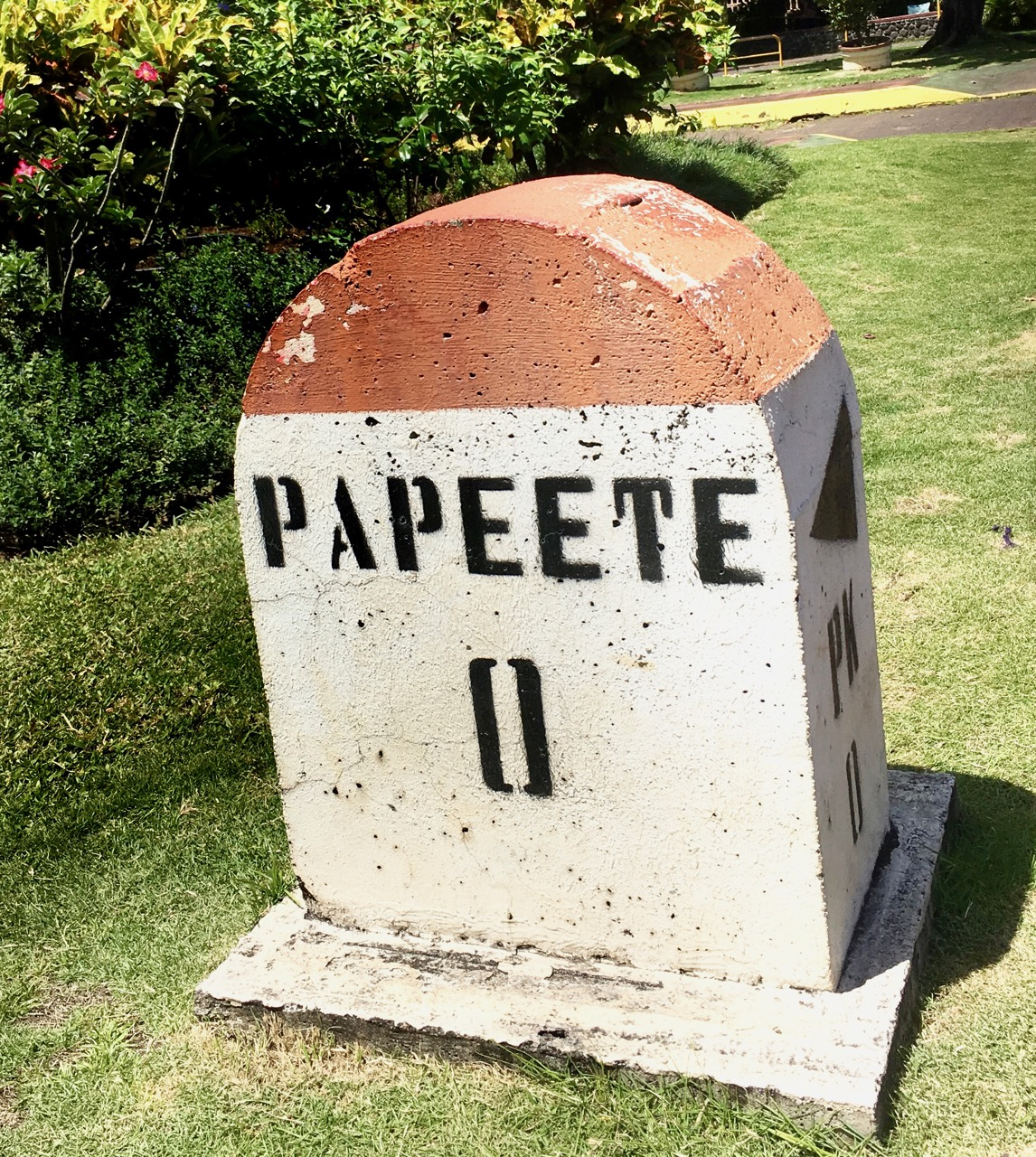
PK 0 à Papeete devant la cathédrale.

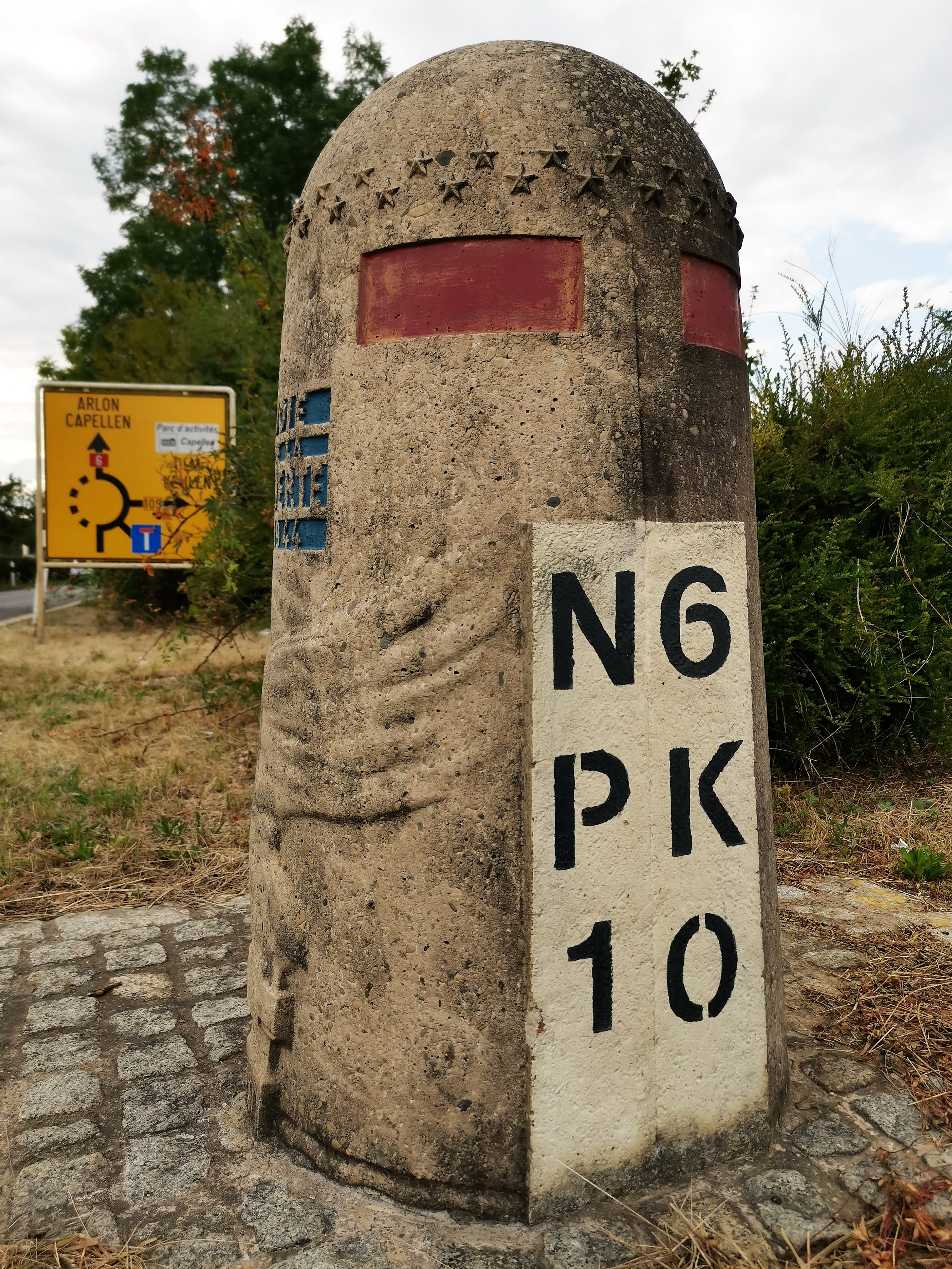
Borne de la voie de la Liberté au Luxembourg portant la mention du « PK ».

En technique routière, le PK était aussi utilisé par les gestionnaires du réseau, mais souvent remplacé depuis par le point de repère (PR).

### France métropolitaine
Le « point kilométrique 0 » ou « PK0 » du réseau routier français au départ de Paris se trouve sur le parvis de la Cathédrale Notre-Dame : une plaque de bronze incrustée dans le sol du parvis sert de point zéro de toutes les distances routières calculées à partir de Paris.

### Polynésie française
La plupart des îles de Polynésie française ont une route côtière qui fait le tour de l'île. Les PK sont les bornes kilométriques qui jalonnent cette route souvent à partir de la ville principale.
À Tahiti, le PK 0 est la cathédrale Notre-Dame de Papeete. Chaque kilomètre est ainsi comptabilisé en partant vers l'Ouest et vers l'Est jusqu'à Taravao (qui constitue le PK 60 par le côté ouest et le PK 53 par le côté est). La presqu'île, Tahiti iti, possède aussi des PK qui ont comme point 0 le fort de Taravao. La même logique s'applique à Moorea (PK 0 au quai de Vaiare), à Raiatea (PK 0 à Uturoa), à Bora Bora (PK 0 à Vaitape).

## Voie navigable
Le « point kilométrique » ou « PK » est matérialisé au moyen de bornes permettant de se situer sur un canal ou un cours d'eau navigable.
La Seine présente un cas particulier puisque deux échelles sont utilisées : la première échelle recouvre la Petite Seine, la Haute Seine, et une partie de Paris avec PK1 0 au niveau de Marcilly-sur-Seine et la deuxième commence à pont Marie et recouvre ainsi l'aval.